# Tractat de Tianjin
El Tractat de Tianjin (diversos documents s'hi refereixen com el Tractat de Tien-tsin) (xinès tradicional: 天津條約, xinès simplificat: 天津条约, pinyin: Tiānjīn Tiáoyuē) és el nom col·lectiu de diversos documents signats a Tianjin (Tientsin) el juny de 1858, donant per acabada la primera part de la Segona Guerra de l'Opi (1856-1860).
Les parts implicades van ser el Segon Imperi Francès, el Regne Unit, l'Imperi Rus i els Estats Units. Aquests tractats van obrir més ports xinesos (veure tractat de Nanking) als estrangers, van permetre la presència de delegacions diplomàtiques a la capital xinesa, va permetre l'activitat dels missioners cristians, i la legalització de la importació d'opi.
Els xinesos inicialment es van negar a signar el tractat, però finalment va ser ratificat per l'emperador Tongzhi durant la Convenció de Pequín del 1860, després del final de la guerra.

## Dates
La Dinastia Qing va signar el tractat inicialment amb l'Imperi Rus, el 13 de juny de 1858, a continuació amb els Estats Units el 18 de juny de 1858, després amb el Regne Unit el 26 de juny de 1859 i finalment amb el Segon Imperi Francès el 27 de juny de 1859.
Aquests tractats no van rebre el nom de "Tractat de Tien-tsin" en el moment de la seva signatura, però històricament són anomenats com el "Tractat de Tien-tsin".

## Termes

### Punts principals[1]
1. Regne Unit, França, Rússia i els Estats Units tindrien el dret d'establir delegacions a Beijing.
2. Onze ports xinesos més s'obririen per al comerç exterior, incloent-hi Niuzhuang (Newchwang), Tamsui (Taiwan), Hankou i Nanjing.
3. El dret dels vaixells estrangers, incloent-hi els vaixells de guerra, per navegar lliurement pel Riu Yangtze.
4. El dret dels estrangers a viatjar a les regions interiors del país amb el propòsit de viatjar, establir comerç o realitzar activitats missioneres.
5. Xina havia de pagar una indemnització de 2 milions de Taels de plata al Regne Unit i a França respectivament, i una compensació de 2 milions de Taels de plata als mercants britànics.
6. Es va prohibir l'ús del caràcters "夷" or "yi" (literalment bàrbars de l'est) en referència als oficials britànics o els assumptes de la Corona, a les cartes oficials i a altres documents intercanviats entre la Xina i Regne Unit.

### Definicions
Els Tractats de Tientsin fan servir diverses paraules que tenen significats ambigus. Per exemple les paraules "establiment" i "concessió" sovint poden ser confoses. El terme "establiment" es refereix a una parcel·la de terra arrendada a una potència estrangera i que està integrada per persones tant estrangeres com nacionals, on estrangers elegits localment les governen. El terme "concessió" es refereix a un contracte d'arrendament a llarg termini d'una terra a una potència estrangera on la nació estrangera té el control total de la terra i és governada per una representació consular.

### Participació Americana
Seguint el model establert per les grans potències europees, els Estats Units van adoptar una postura proteccionista, van construir la seva armada, i van tractar de crear un imperi mercantil. Van ser un dels líders de la signatura del tractat amb la Xina, forçant al govern xinès a fer un total de 23 concessions als estrangers. Encara que sovint es fa patent, que els Estats Units no tenien el control de cap establiment a la Xina, de fet compartien els privilegis de les terres britàniques i fins i tot se'ls va convidar a prendre el control de Xangai, però van declinar l'oferta atès que creien que eren terres desfavorables.